# Helgicirrha medusifera
Helgicirrha medusifera is een hydroïdpoliep uit de familie Eirenidae. De poliep komt uit het geslacht Helgicirrha. Helgicirrha medusifera werd in 1909 voor het eerst wetenschappelijk beschreven door Bigelow. 